# Saar (protektorat)
Saar eller Saarland var ett franskt protektorat från 1947 till 1956, då det förenades med  Västtyskland och blev förbundslandet Saarland.
Från den 20 juli 1946 överfördes 109 kommuner inom den preussiska Rhenprovinsen inom den franska ockupationszonen till Saar. Den 18 december 1946 infördes tullkontroll mellan Saar och det av de allierade ockuperade Tyskland. Genom omfördelningar mellan Saarprotektoratet under tidigt 1947 och grannen Rheinland-Pfalz, en ny delstat skapad den 30 augusti 1946 inom den franska zonen, först den 8 juni 1947 och sedan 1949, återfördes 61 kommuner till Tyskland medan 13 andra kommuner överfördes till Saarprotektoratet, följda av ytterligare en Pfalzkommun som införlivades i Saar 1949.

## Sport
Saarland hade under de här åren bland annat ett eget fotbollslandslag.